# Yalaha
Yalaha ist ein census-designated place (CDP) im Lake County im US-Bundesstaat Florida. Das U.S. Census Bureau hat bei der Volkszählung 2020 eine Einwohnerzahl von 1.505 ermittelt. 

## Geographie
Yalaha liegt am Südufer des Lake Harris und grenzt im Westen an Leesburg und im Osten an Howey-in-the-Hills. Der CDP liegt rund zehn Kilometer südwestlich von Tavares sowie etwa 50 Kilometer nordwestlich von Orlando.

## Demographische Daten
Laut der Volkszählung 2010 verteilten sich die damaligen 1364 Einwohner auf 563 Haushalte. Die Bevölkerungsdichte lag bei 84,2 Einw./km². 86,8 % der Bevölkerung bezeichneten sich als Weiße, 9,2 % als Afroamerikaner, 0,2 % als Indianer und 1,1 % als Asian Americans. 1,1 % gaben die Angehörigkeit zu einer anderen Ethnie und 1,5 % zu mehreren Ethnien an. 4,9 % der Bevölkerung bestand aus Hispanics oder Latinos.
Im Jahr 2010 lebten in 19,4 % aller Haushalte Kinder unter 18 Jahren sowie 45,4 % aller Haushalte Personen mit mindestens 65 Jahren. 71,6 % der Haushalte waren Familienhaushalte (bestehend aus verheirateten Paaren mit oder ohne Nachkommen bzw. einem Elternteil mit Nachkomme). Die durchschnittliche Größe eines Haushalts lag bei 2,30 Personen und die durchschnittliche Familiengröße bei 2,69 Personen.
17,6 % der Bevölkerung waren jünger als 20 Jahre, 13,0 % waren 20 bis 39 Jahre alt, 31,7 % waren 40 bis 59 Jahre alt und 37,7 % waren mindestens 60 Jahre alt. Das mittlere Alter betrug 53 Jahre. 48,8 % der Bevölkerung waren männlich und 51,2 % weiblich.
73,750
Das durchschnittliche Jahreseinkommen lag bei 73.750 $, dabei lebten 1,8 % der Bevölkerung unter der Armutsgrenze.
Im Jahr 2000 war Englisch die Muttersprache von 97,22 % der Bevölkerung und spanisch sprachen 2,78 %.